# Anarcoma
Anarcoma es una historieta para adultos del autor español Nazario en 1978, la que le lanzó "al estrellato universal al ser traducida a varios idiomas", sorprendiendo al público por su sexo homosexual explícito. 

## Trayectoria editorial
La serie comenzó a publicarse en la revista Rambla, pasando enseguida a El Víbora, de la que se convierte rápidamente en personaje emblemático desde el primer número. Las 48 páginas en color de su primera aventura larga van apareciendo en los 8 primeros números de la revista publicándose la segunda parte entre los números 67 y 76. También "protagonizó, además, 7 historietas breves de una página, y dos de varias páginas".

## Argumento y personajes
Nazario realiza una fusión de las palabras anarco y carcoma para crear el nombre de su personaje. En su búsqueda de un personaje con el que pudiera moverse libremente por los ambientes gais que pretendía retratar, descartaría una heroína del tipo Modesty Blaise o Barbarella y menos aún un héroe heterosexual. Ni siquiera homosexual. El juego perfecto lo daría un travesti, un híbrido de Lauren Bacall y Humphrey Bogart, que se prostituye en Las Ramblas, abriendo así las puertas de par en par de una Barcelona canalla no muy lejana de la que retrató Jean Genet en Diario del ladrón aunque un poco menos sórdida. Como explica el propio autor, estas historietas "no eran más que una excusa para retratar unas relaciones entre homosexuales que blandían unos miembros descomunales". "Rendía homenaje también al mundo fascinante de los transformistas. Ese mundo irreal en el que las apariencias se subliman llegando a constituir una rutilante realidad en sí misma."
De la Barbarella de Claude Forest tomará prestados el amante robot Aiktor que se convertirá en un salvaje, peludo y superdotado “oso” llamado XM2 y la máquina excesiva que lo mismo puede reanimar que matar de placer a cualquiera controlada por el maestro cerrajero del palacio de la reina. En Anarcoma la máquina del profesor Onliyú será robada de su laboratorio y servirá a Nazario de nexo de unión de los personajes de toda su obra, así como de excusa para las labores detectivescas de su heroína.
Tras la máquina hay una serie de personajes y grupos que contrapuntean a lo largo de la historia las abundantes escenas de sexo, violencia y play backs en angostos tugurios. Incluso el propio Nazario no duda en mezclarse, junto con su novio y sus amigos, con los personajes de la historia, reuniéndose en los mismos bares, restaurantes y locales de alterne.

## Estilo
Como dice Salvador Vázquez de Parga, la serie permite apreciar "la evolución del estilo gráfico de Nazario" en cuatro fases sucesivas:
- Un inicio "pulcro, naïf, limpio," que recurre "abundamente el claroscuro para crear una atmósfera de misterio y opresión", tremendista, "propio de las historias truculentas"[1]
- "Un dibujo limpio que perfecciona el de su primera época underground"[1]
- "Abundar después en el detalle y desarrollar una especie de línea clara que se pierde finalmente en un recargado barroquismo" y "una auténcia explosion de color".[1]

## Influencias
La venerada sombra de Tom of Finland planea sobre la numerosa y variada galería de miembros masculinos. Las muñecas más o menos sangrientas de Gastón Lerroux y las delirantes aventuras de Feuillade se codean con films de Georges Franju (desde Judex a Les yeux sans visage), con algún homenaje a Faulkner, (pelea en el velatorio de Popeye en Santuario), a Pepe Carvalho de Montalbán o a Spirit de Will Eisner.
No olvidaría Nazario la impresión que le causaron las novelas gráficas eróticas que conoció allá por los setenta en su viaje a Italia: Sukia, Lucifera, Jacula o Zora la Vampira.

## Censuras
Hubo prohibición de una distribución normal en Estados Unidos de la traducción que Josep Toutain hizo al inglés, obligándole a plastificarla y limitando su venta a sexshops.
El Ministerio de trabajo, Salud y Bienestar social del Sarre acordó incluir el libro Anarcoma, de Nazario, editado por ediciones La Cúpula (1983) en el apartado de libros perjudiciales para la juventud.

## Proyectos
Nazario intenta recuperar los bocetos del guion de la tercera parte de Anarcoma que emborronó a finales de los 90 para darle forma y divertirse creando nuevas aventuras. Le fascina la evolución del robot supermacho XM2 que comienza a travestirse y acabará operándose y metiéndose a monja carmelita en el Palmar de Troya, o la truculenta historia de un asesino en serie de travestis, el hallazgo por fin, en un siquiátrico, de la máquina que tanto buscan, etc.
En 2016 se convierte en un libro publicado por Editorial Laertes de Barcelona.

## Ediciones
- Nazario: Historietas. Obra completa, 1975-1980. Ediciones La Cúpula, 1981 (88 págs, B/N)
- Anarcoma, Ediciones La Cúpula, Barcelona 1983. (68 págs, Color, 5 Reediciones). Edición en inglés, Catalan Communications, Nueva York 1983. Edición en francés, Artefact, Paris 1983. Edición en alemán, Nur Für Erwachsene, Frankfurt 1983. Edición en italiano, Frigidaire 1987.
- Anarcoma 2, Ediciones La Cúpula, Barcelona 1986. (68 págs, Color. 2 Reediciones). Edición para los Países Bajos, Loempia bajo el nombre "Cultus" 1991.
- Nuevas aventuras de Anarcoma y el robot XM2, Editorial Laertes, Barcelona 2016. (249 págs, B/N).

## Sobre Anarcoma
- "El parto de Anarcoma”. Onliyú. Álbum Anarcoma 1. La Cúpula (1983)
- “Delectándose en las pollas”. Alberto Cardín. Álbum Anarcoma 1. La Cúpula (1983)
- “Las razones de un éxito”. Ludolfo Paramio. Álbum Anarcoma 1. La Cúpula (1983)
- “Elegía por Anarcoma”. José Mª Conget. Catálogo de la Exposición “Nazario” de la Fundación provincial de Cultura de la Diputación de Cádiz y la Caja San Fernando de Sevilla (2000)
- “L’artiste temoin de son temps”. Willem. Edición en francés por Artefact. París (1983)